# Samuel Kelly Cano
Gral. Samuel Kelly Cano fue un militar mexicano que participó en la Revolución mexicana. Nació en Tamaulipas. Colaboró con Salvador Alvarado en la campaña del sureste en 1915; en ese mismo año participó en la campaña contra los villistas en Veracruz; recuperó Pánuco, como parte de las fuerzas de Agustín M. Galindo. En ese mismo estado luchó después contra los rebeldes felicistas. Obtuvo el grado de general de brigada, con antigüedad de febrero de 1924. 